# ADM Motorsport
ADM Motorsport – włoski zespół wyścigowy, założony w 1988 roku przez Renato Melchioretto. Zespół startuje obecnie jedynie w Niemieckiej Formule 3, jednak w przeszłości ekipa pojawiała się także w stawce Formuły Panda, Włoskiej Formuły Panda, Formuły Boxer, Greckiej Formuły 3, Włoskiej Formuły 3, Włoskich Mistrzostw 1600cc, Euro Open by Nissan, Włoskiej Formuły 3000, Europejskiego Pucharu Formuły Renault 2000, Europejskiej Formuły 3000, 3000 Pro Series oraz Międzynarodowej Formuły Master. Siedziba zespołu znajduje się w Bareggio nieopodal Mediolanu.